# Bisbat de Viterbo
El bisbat de Viterbo (italià: Diocesi di Viterbo; llatí: Dioecesis Viterbiensis) és una seu de l'Església catòlica, immediatament subjecta a la Santa Seu, que pertany a la regió eclesiàstica Laci. El 2010 tenia 162.837 batejats d'un total de 168.001 habitants. Actualment està regida pel bisbe Lino Fumagalli.

## Territori
La diòcesi comprèn 35 municipis de la província de Viterbo.
La seu episcopal és la ciutat de Viterbo, on es troba la catedral de San Lorenzo.

## Història
La diòcesi de Viterbo va ser erigida pel Papa Celestí III el 1192. La butlla de l'erecció es perdé, però el successor de Celestí, el papa Innocenci III, amb la butlla Ex privilegio del 1208 va confirmar la decisió del seu predecessor, és a dir, que «Viterbiense oppidum honorabile civitatis nomine insignivit et pontificalis cathedrae honore decoravit», i també que la nova diòcesi «specialiter unita» a la diòcesi de Tuscània. Giovanni va ser el primer bisbe de Viterbo, ja bisbe de Tuscània, en la persona del qual es van unir aeque principaliter les dues seus. Aquesta unió tindrà una durada de vuit segles.
El 1523 el bisbat de Nepi, que es va unir a la diòcesi de Sutri, va ser conferit en administració apostòlica al bisbe de Viterbo, el cardenal Egidio Antonini, més conegut com a Egidio da Viterbo; però a la seva mort, en 1532, es va restaurar la unió de Nepi amb Sutri.
El 2 de maig de 1936 amb la butlla Ad maius christiani del Papa Pius XI es va unir perpètuament i aeque principaliter l'abadia territorial de San Martino al Cimino.
El 8 de juny de 1970 Luigi Boccadoro, ja bisbe de Montefiascone i d'Acquapendente, va ser nomenat bisbe de Viterbo i Tuscània i abat de San Martino al Cimino, unint així in persona episcopi les cinc seus. El 1971 el bisbe va ser nomenat administrador apostòlic de la diòcesi de Bagnoregio.
Amb la butlla Qui non sine del 27 de març de 1986 el Papa Joan Pau II va abolir les diòcesis de Tuscània, Montefiascone (que incloïa la zona de Llac de Bolsena), Bagnoregio (que incloïa el territori de la Val Tiberina), Acquapendente (que incloïa l'àrea de l'alta Maremma Laziale) i l'abadia territorial de San Martino al Cimino i decidí que els seus territoris s'agreguessin a la diòcesi de Viterbo.
El mateix Papa va donar a la diòcesi com a patrona a Maria venerada amb el títol de "Madonna della Quercia".
Des del 27 de març de 1986, a la diòcesi se li va unir el títol de l'abadia de San Martino al Cimino.

## Cronologia episcopal

### Bisbes de Viterbo i Tuscània
- Giovanni † (1192 - 6 d'abril de 1199 dimití)[5]
- Raniero † (1199 - 1222)
- Filippo † (1223 - ?)[6]
- Nicola † (6 d'octubre de 1233 - ?)
- Matteo † (citat el 1235)
- Raniero Capocci, O.Cist. † (vers 1243 - vers 1245)
- Scambio Aliotti † (15 de juny de 1245 - 1253)
- Alferio † (27 de gener de 1254 - 1258 mort)
- Pietro † (citat el 1259)[7]
- Filippo, O.F.M. † (vers 1263 - 20 de setembre de 1285 mort)
- Pietro di Romanuccio Capocci † (24 d'agost de 1286 - 1312 mort)
- Giovanni † (10 de març de 1312 - 1318 dimití)
- Angelo Tignosi † (19 de març de 1318 - 18 de desembre de 1343 mort)
- Bernardo del Lago † (6 de febrer de 1344 - 27 de juliol de 1347 mort)
- Pietro † (13 de maig de 1348 - 15 de juliol de 1348 nomenat bisbe de Verona)
- Giovanni † (15 de juliol de 1348 - 1348 mort)
- Pietro Dupin † (10 de desembre de 1348 - 18 de novembre de 1350 nomenat arquebisbe de Benevent)
- Niccolò de' Vetuli † (19 de novembre de 1350 - de juliol de 1385 mort)
- Giacomo † (3 de setembre de 1385 - 1389 mort)
  - Lucido di Norcia, O.E.S.A. † (14 de desembre de 1390 - 1394 espulso) (antibisbe)[8]
- Ambrogio da Parma † (1389 - vers 1391 mort)
- Giacomo Ranieri † (1391 - 12 de juliol de 1417 mort)
- Giacomo di Angeluccio Uguzzolini † (17 de desembre de 1417 - 2 de maig de 1429 mort)
- Giovanni Cecchini Caranzoni † (10 de febrer de 1430 - 1460 mort)
- Pietro di Francesco Gennari † (19 de maig de 1460 - 4 d'agost de 1472 mort)
- Francesco Maria Scelloni, O.F.M. † (31 d'agost de 1472 - 1491 nomenat bisbe de Terni)
- Matteo Cybo † (12 de desembre de 1491 - 1498 mort)
  - Raffaele Sansoni Riario † (24 d'agost de 1498 - 1506 dimití) (administrador apostòlic)
- Ottaviano Visconti Riario † (16 de setembre de 1506 - 6 d'octubre de 1523 mort)
- Egidio da Viterbo † (2 de desembre de 1523 - 12 de novembre de 1532 mort)
  - Niccolò Ridolfi † (16 de novembre de 1532 - 6 de juny de 1533 dimití) (administrador apostòlic)
- Giampietro Grassi † (6 de juny de 1533 - d'agost de 1538 mort)
  - Niccolò Ridolfi † (8 d'agost de 1538 - 25 de maig de 1548 dimití) (administrador apostòlic, per segon cop)
- Niccolò di Antonio Ugolini † (25 de maig de 1548 - 2 de novembre de 1550 mort)
- Sebastiano Gualterio † (30 de gener de 1551 - 16 de setembre de 1566 mort)
  - Giovanni Francesco Gambara † (7 d'octubre de 1566 - 28 de març de 1576 dimití) (administrador apostòlic)
- Carlo Montigli † (28 de març de 1576 - 10 d'abril de 1594 mort)
- Girolamo Matteucci † (5 de desembre de 1594 - 21 de gener de 1609 mort)
- Lanfranco Margotti † (26 de gener de 1609 - 28 de novembre de 1611 mort)
- Tiberio Muti † (19 de desembre de 1611 - 14 d'abril de 1636 mort)
- Alessandro Cesarini Sforza † (14 de maig de 1636 - 13 de setembre de 1638 dimití)
- Francesco Maria Brancaccio † (13 de setembre de 1638 - 30 de maig de 1670 dimití)
- Stefano Brancaccio † (2 de juny de 1670 - 8 de setembre de 1682 mort)
- Urbano Sacchetti † (29 de març de 1683 - 3 d'octubre de 1699 dimití)
- Andrea Santacroce † (24 de gener de 1701 - 10 de maig de 1712 mort)
- Michelangelo dei Conti † (1 d'agost de 1712 - 14 de març de 1719 dimití; després elegit papa amb el nom d'Innocenci XIII
- Adriano Sermattei † (15 de març de 1719 - 9 d'abril de 1731 mort)
- Alessandro degli Abbati † (21 de maig de 1731 - 30 d'abril de 1748 mort)
- Raniero Felice Simonetti † (6 de maig de 1748 - 20 d'agost de 1749 mort)
- Giacomo Oddi † (22 de setembre de 1749 - 2 de maig de 1770 mort)
- Francesco Angelo Pastrovich, O.F.M.Conv. † (14 de desembre de 1772 - 4 d'abril de 1783 mort)
- Muzio Gallo † (14 de febrer de 1785 - 13 de desembre de 1801 mort)
- Dionisio Ridolfini Conestabile † (26 de setembre de 1803 - 17 de desembre de 1806 mort)
- Antonio Gabriele Severoli † (11 de gener de 1808 - 8 de setembre de 1824 mort)
- Gaspare Bernardo Pianetti † (3 de juliol de 1826 - 4 de març de 1861 jubilat)
- Gaetano Bedini † (18 de març de 1861 - 6 de setembre de 1864 mort)
- Matteo Eustachio Gonella † (22 de juny de 1866 - 15 d'abril de 1870 mort)
- Luigi Serafini † (27 de juny de 1870 - 20 de febrer de 1880 dimití)
- Giovanni Battista Paolucci † (27 de febrer de 1880 - 9 de novembre de 1892 mort)
- Eugenio Clari † (16 de gener de 1893 - 9 de març de 1899 mort)
- Antonio Maria Grasselli, O.F.M.Conv. † (19 de juny de 1899 - 30 de desembre de 1913 dimití)
- Emidio Trenta † (17 de juliol de 1914 - 24 de gener de 1942 mort)
- Adelchi Albanesi † (14 d'abril de 1942 - 21 de març de 1970 mort)
- Luigi Boccadoro † (8 de juny de 1970 - 27 de març de 1986 nomenat bisbe de Viterbo)

### Bisbes de Viterbo
- Luigi Boccadoro † (27 de març de 1986 - 14 de març de 1987 jubilat)
- Fiorino Tagliaferri † (14 de març de 1987 - 30 de juny de 1997 jubilat)
- Lorenzo Chiarinelli (30 de juny de 1997 - 11 de desembre de 2010 jubilat)
- Lino Fumagalli, des de l'11 de desembre de 2010

## Estadístiques
A finals del 2010, la diòcesi tenia 162.837 batejats sobre una població de 168.001 persones, equivalent al 96,9% del total.
| any  | població | població | població | sacerdots | sacerdots       | sacerdots       | sacerdots             | diaques | religiosos | religiosos | parroquies |
| ---- | -------- | -------- | -------- | --------- | --------------- | --------------- | --------------------- | ------- | ---------- | ---------- | ---------- |
| any  | batejats | total    | %        | total     | clergat secular | clergat regular | batejats por sacerdot | diaques | homes      | dones      |            |
| 1950 | 73.406   | 73.480   | 99,9     | 112       | 66              | 46              | 655                   |         | 115        | 395        | 39         |
| 1969 | 73.783   | 73.783   | 100,0    | 117       | 63              | 54              | 630                   |         | 167        | 420        | 39         |
| 1980 | 83.951   | 85.000   | 98,8     | 96        | 50              | 46              | 874                   |         | 126        | 330        | 44         |
| 1990 | 198.200  | 198.600  | 99,8     | 222       | 150             | 72              | 892                   | 2       | 172        | 548        | 94         |
| 1999 | 162.400  | 163.400  | 99,4     | 189       | 115             | 74              | 859                   | 4       | 123        | 461        | 96         |
| 2000 | 162.400  | 163.400  | 99,4     | 195       | 121             | 74              | 832                   | 7       | 105        | 455        | 96         |
| 2001 | 162.400  | 163.400  | 99,4     | 184       | 116             | 68              | 882                   | 7       | 111        | 455        | 96         |
| 2002 | 180.053  | 181.553  | 99,2     | 187       | 120             | 67              | 962                   | 7       | 105        | 110        | 96         |
| 2003 | 180.053  | 181.553  | 99,2     | 186       | 124             | 62              | 968                   | 7       | 72         | 138        | 96         |
| 2004 | 181.689  | 184.278  | 98,6     | 174       | 112             | 62              | 1.044                 | 7       | 117        | 112        | 96         |
| 2010 | 162.837  | 168.001  | 96,9     | 182       | 115             | 67              | 894                   | 11      | 174        | 126        | 96         |